# 이승훈 묘
이승훈 묘(李承薰 墓)는 인천광역시 남동구 장수동에 있는, 조선 천주교 사상 최초의 영세자(領洗者) 이승훈(1756~1801)의 묘이다. 2011년 12월 28일 인천광역시의 기념물 제63호로 지정되었다.

## 개요
조선 천주교 사상 최초의 영세자(領洗者) 이승훈(1756~1801)의 묘이다.
이승훈은 참판 이동욱의 아들로 서울 중림동에서 태어나 진사가 되었으나, 벼슬은 하지 않고 학문에만 전념하였다. 이승훈은 아버지를 따라 청국에 가서 북경천주교회당에서 교리를 익힌 후, 그라몽 신부로부터 ‘조선 교회의 주춧돌이 되라’ 라는 뜻에서 베드로라는 이름과 함께 영세를 받고 한국 최초의 영세자가 되었다.
이승훈은 1785년 서울 명동의 역관집안 출신인 김범우의 집에 한국 최초의 천주교회를 창설, 정기적인 모임을 갖고 교인들에게 교리를 가르침으로써 조선 천주교회를 발전시켜 나갔다. 그 후, 몇 차례의 배교와 복교의 과정을 거치다가 순조 1년(1801)에 일어난 천주교 박해사건인 신유박해 때 정약조, 최창현, 홍교만, 홍낙민 등과 함께 서소문 밖에서 참수형을 당하였다.
비록 몇 차례 배교했으나 조선에 천주교의 씨앗을 뿌린 선구자였던 이승훈의 유해는 만수동 남동 정수장 뒤편 초곡산에 묻혔으나 1981년 경기도 광주군 천주교 성지인 천진암으로 옮겨져 현재는 비석과 터(가묘) 만이 그의 아들 택규, 신규의 묘와 함께 남아있다.

## 참고 자료
- 이승훈 묘 - 국가유산청 국가유산포털